# FC Seefeld Zürich
Der FC Seefeld Zürich ist ein Fussballclub aus dem stadtzürcherischen Quartier Seefeld. Der FC Seefeld ist bekannt für seine gute Nachwuchsabteilung, aus der unter anderen auch der Schweizer Rekordinternationale Heinz Hermann stammt. Die 1. Mannschaft des FC Seefeld spielt momentan in der 2. Liga regional. Das Traineramt hat Robert Hüsser inne.

## Geschichte
Im Mai 1931 fand auf dem Wonneberg die Gründung des FC Seefeld statt. In einer ersten Expansionsphase war Neumünster die passende Umschreibung. Die Namensänderung in FC Seefeld bedeutete schliesslich den Verbandswechsel und damit den Anfang der heutigen Vereinsstruktur. 
Der Verein umfasst heute über 750 Mitglieder, Sponsoren und Gönner und ist ein Mitglied des Schweizerischen Fussballverbandes. 
Die ebenfalls vollzogenen Wechsel von Richard Bauer (Jahr 1973), Oskar Bouli und Heinz Hermann (1976), Herbert Hermann (1977) sowie Gregor Kobel (2005) zum Grasshopper Club Zürich gehen auf das Konto der Jugendarbeit.
Das erfolgreiche Abschneiden dieser Spieler in der Nationalliga und in der Nationalmannschaft verlieh dem einstmals unbekannten Quartierclub einige Publizität und den Namen als «Talentschmiede Zürichs». Auch heute noch verfügt der FC Seefeld über eine grosse Juniorenabteilung, die 1. Mannschaften spielen jeweils in den besten regionalen Ligen (Coca Cola League). 
Im Jahre 2001 feierte der FC Seefeld sein 70-jähriges Jubiläum.

## Sportanlage Lengg
Auf der Sportanlage Lengg bestreitet der FC Seefeld seine Heimspiele. Lediglich die 1. Mannschaft musste aus reglementarischen Gründen auf die Sportanlage Looren in Zürich-Witikon ausweichen, bis der Hauptplatz 1.-Liga-tauglich ausgebaut wurde. Ausserdem wurde ein neuer Kunstrasenplatz gebaut, sodass nun zwei Kunstrasenplätze sowie ein Rasenplatz zur Verfügung stehen. Zudem wurde 1998 ein neues Restaurant mit grosser Sonnenterrasse gebaut, von welcher man einen schönen Blick über den gesamten Hauptplatz hat. Im Jahre 2002 wurde die Terrasse noch einmal ausgebaut.
Die Sportanlage Lengg ist gut mit öffentlichen Verkehrsmitteln erreichbar.

## Futsal
Die Futsal-Mannschaft des FC Seefeld wurde 2007/08 und 2008/09 Schweizer Meister und nahm daher auch zweimal am UEFA-Futsal-Cup teil.